# Quetzaltotoc
Quetzaltotoc är en ort i Mexiko.   Den ligger i kommunen Zoquitlán och delstaten Puebla, i den sydöstra delen av landet, 250 km sydost om huvudstaden Mexico City. Quetzaltotoc ligger 2 277 meter över havet och antalet invånare är 280.
Terrängen runt Quetzaltotoc är huvudsakligen kuperad, men österut är den bergig. Runt Quetzaltotoc är det ganska tätbefolkat, med 72 invånare per kvadratkilometer. Närmaste större samhälle är Coxcatlán, 14,1 km sydväst om Quetzaltotoc. I omgivningarna runt Quetzaltotoc växer i huvudsak blandskog.